# 158
158（百五十八、ひゃくごじゅうはち）は自然数、また整数において、157の次で159の前の数である。

## 性質
- 158は合成数であり、約数は 1, 2, 79 と 158 である。
  - 約数の和は240。
- 52番目の半素数である。1つ前は155、次は159。
- 1/158 = 0.00632911392405… (下線部は循環節で長さは13)
  - 逆数が循環小数になる数で循環節が13になる4番目の数である。1つ前は106、次は159。
- 約数の和が158になる数は1個ある。(157) 約数の和1個で表せる34番目の数である。1つ前は150、次は160。
- 各位の和が14になる7番目の数である。1つ前は149、次は167。
- 各位の立方和が638になる最小の数である。次は185。(オンライン整数列大辞典の数列 A055012)
  - 各位の立方和が n になる最小の数である。1つ前の637は58、次の639は1158。(オンライン整数列大辞典の数列 A165370)
- 異なる2つの素数の和4通りで表せる最大の数である。1つ前は152。(オンライン整数列大辞典の数列 A078299)
158 = 7 + 151 = 19 + 139 = 31 + 127 = 61 + 97
- 158 = 12 + 62 + 112 = 32 + 72 + 102
  - 3つの平方数の和2通りで表せる37番目の数である。1つ前は155、次は164。(オンライン整数列大辞典の数列 A025322)
  - 異なる3つの平方数の和2通りで表せる21番目の数である。1つ前は155、次は165。(オンライン整数列大辞典の数列 A025340)

## その他158に関連すること
- 西暦158年
- 第158代ローマ教皇はウィクトル3世（在位：1086年5月24日～1087年9月16日）である。
- 年始から158日目の日付は6月7日（閏年だと6月6日）。